# فضاء متصل

في الأعلى، فضاء متصل. في الأسفل فضاء غير متصل.

في الطوبولوجيا، الفضاء المتصل هو فضاء طوبولوجي لا يمكن تمثيله على شكل اجتماع مفكك لاثنتين أو أكثر من المجموعات المفتوحة غير الخالية. الاتصال هي أحد الخصائص الطوبولوجية الأساسية التي تستخدم في تمييز الفضاءات الطوبولوجية.